# Matej Pátak
Matej Pátak (Novoť, 8 de junio de 1990) es un jugador profesional de voleibol eslovaco, juego de posición punta-receptor. 

## Palmarés

### Clubes
Campeonato de Eslovaquia:
- 2011, 2013
- 2012

Copa de Eslovaquia:
- 2013

Challenge Cup:
- 2017

Campeonato de Francia:
- 2017[2]
- 2019